# Charles Secrétan (Jurist)
Charles Isaac Gabriel Benjamin Secrétan (* 5. November 1784 in Lausanne; † 17. Mai 1858 ebenda) war ein Schweizer Jurist und Politiker.

## Leben
Secrétan studierte Rechtswissenschaften und wurde zum Dr. iur. promoviert. In den Jahren 1808 und 1813 war er waadtländischer Gesandter zur Eidgenössischen Tagsatzung. Von 1811 bis 1843 wirkte er als Professor für Zivilrecht, Waadtländer Gewohnheitsrecht, römisches Recht und Zivilprozessrecht an der Akademie Lausanne. Zwischen 1813 und 1836 war er Mitglied des Grossen Rats des Kantons Waadt sowie von 1816 bis 1837 und von 1841 bis 1847 Mitglied des Gemeinderats von Lausanne. Zwischen 1827 und 1832 amtierte er als Präsident des Bezirksgerichts Lausanne.
Secrétan war mit Jeanne Charlotte Secrétan (* 4. Oktober 1792; † 29. November 1866) verheiratet. Die gemeinsame Tochter Charlotte Elisa (genannt Elise) Secrétan (* 28. September 1821 in Lausanne; † 31. März 1900) heiratete Louis von Padtberg.